# Трибиано
Трибиа̀но (на италиански: Tribiano, на западноломбардски: Tribiàn, Трибиан) е малко градче и община в Северна Италия, провинция Милано, регион Ломбардия. Разположено е на 93 m надморска височина. Населението на общината е 3422 души (към 2013 г.).